# Maria Bonita
Maria Bonita, vlastním jménem Maria Gomes de Oliveira, byla členka skupiny banditů Cangaço. Byla družkou nejslavnějšího brazilského bandity, známého pod přezdívkou Lampião. Od dětství byla nazývána s odkazem na matku Maria de Déa a po smrti získala přezdívku Maria Bonita – Krásná Marie.

## Život a smrt
Maria Déa se narodila 8. března 1911 v osadě Malhada da Caiçara na okraji sídla Paulo Afonso. Velmi rané mládí prožila v neúspěšném bezdětném manželství s obuvníkem Zé de Nenémem. V roce 1930 se setkala s vůdcem banditů Virgulino Ferreirou da Silva, věhlasným pod přezdívkou Lampião a krátce na to s ním odešla do tábora. Bylo to již v době, kdy byla od svého muže odloučena od stolu a lože. S náčelníkem banditů otěhotněla pravděpodobně třikrát. Dvě děti se narodily mrtvé. Jediná přeživší dcera Expedita Nunes Ferreira, narozená 13. září 1932, byla později vychována strýcem João Ferreirou, jediným Lampiãovým bratrem, který se nestal banditou. V bandě časem působili všichni Mariini bratři, a to ve významných velitelských funkcích. 
Příchod Marie do tábora byl popudem pro příchody dalších žen, které se brzy staly běžnou součástí táborového života. Jejich děti byly předávány do péče příbuzným, přátelům či kněžím. 
V červenci 1938 byla skupina s Marií Déa překvapena útokem vojenské policie. V krátké přestřelce byla Maria, její druh Lampião a dalších devět banditů zabiti. Hlavy všech zabitých banditů byly useknuty, Marie byla sťata ještě jako těžce raněná.  Těla byla ponechána na místě a hlavy byly naloženy do směsi lihu a soli a vystavovány na strategických místech. Později po forenzním zkoumání byly umístěny v antropologickém ústavu města Salvador ve státě Bahía. Hlavy všech byly řádně pohřbeny v roce 1969. 

## Po smrti
Není doloženo, že by přezdívku Maria Bonita získala ještě za života. Pravděpodobně se rozšířila díky novinářům v době, kdy v brazilských kinech slavil úspěchy film Maria Bonita z roku 1937.  
Společný život Marie Bonity a Lampiãa popisuje od roku 1982 televizní seriál Lampião e Maria Bonita. 
V roce 2006 bylo z prostředků radnice města Paulo Afonso vybudováno v rodném domě muzeum Casa de Maria Bonita.  
Dcera Expedita Nunes Ferreira žije ve státě Bahia (2019). V místě zabití jejich rodičů probíhají každý 28. červenec pietní akce, kterých se účastní její potomci. Všichni žijí za respektu svého okolí.
  

Při oslavách Mezinárodního dne žen, bývá na mnoha místech především severovýchodní Brazílie připomínána Maria Bonita pro své datum narození, 8. března. 

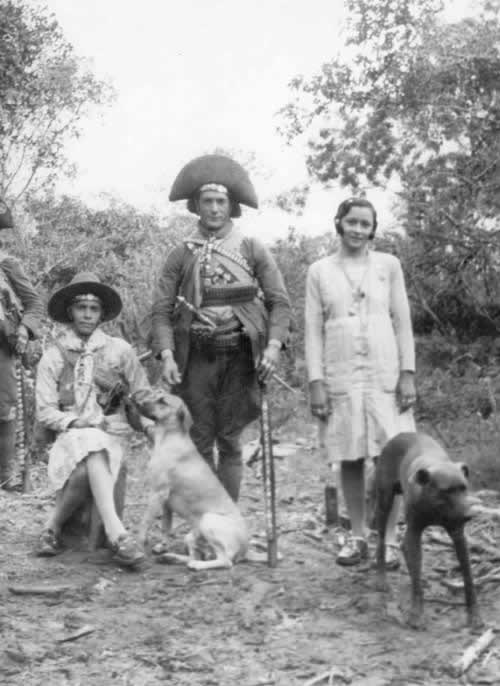
Dada, Lampião a Maria Déa
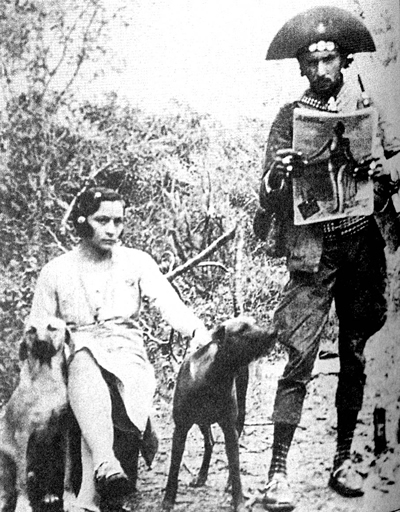
Maria a Lampião
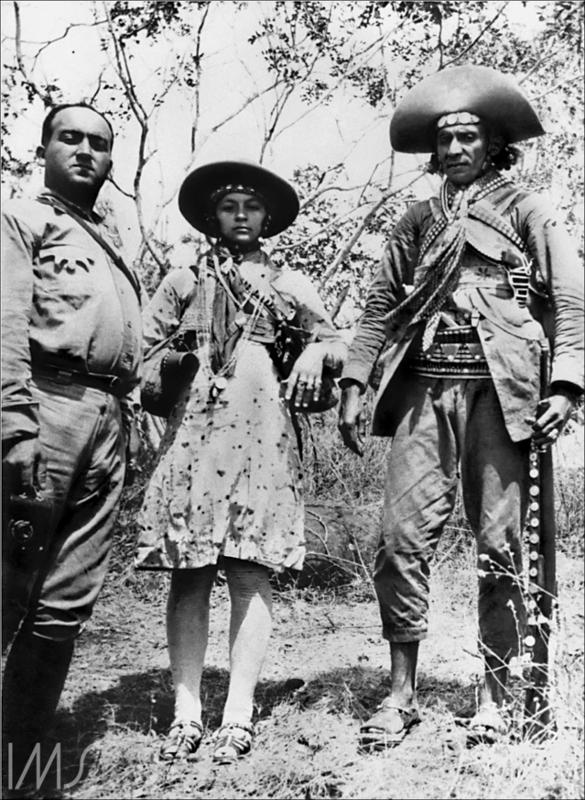
Banjamin Botto, Maria a Lampião
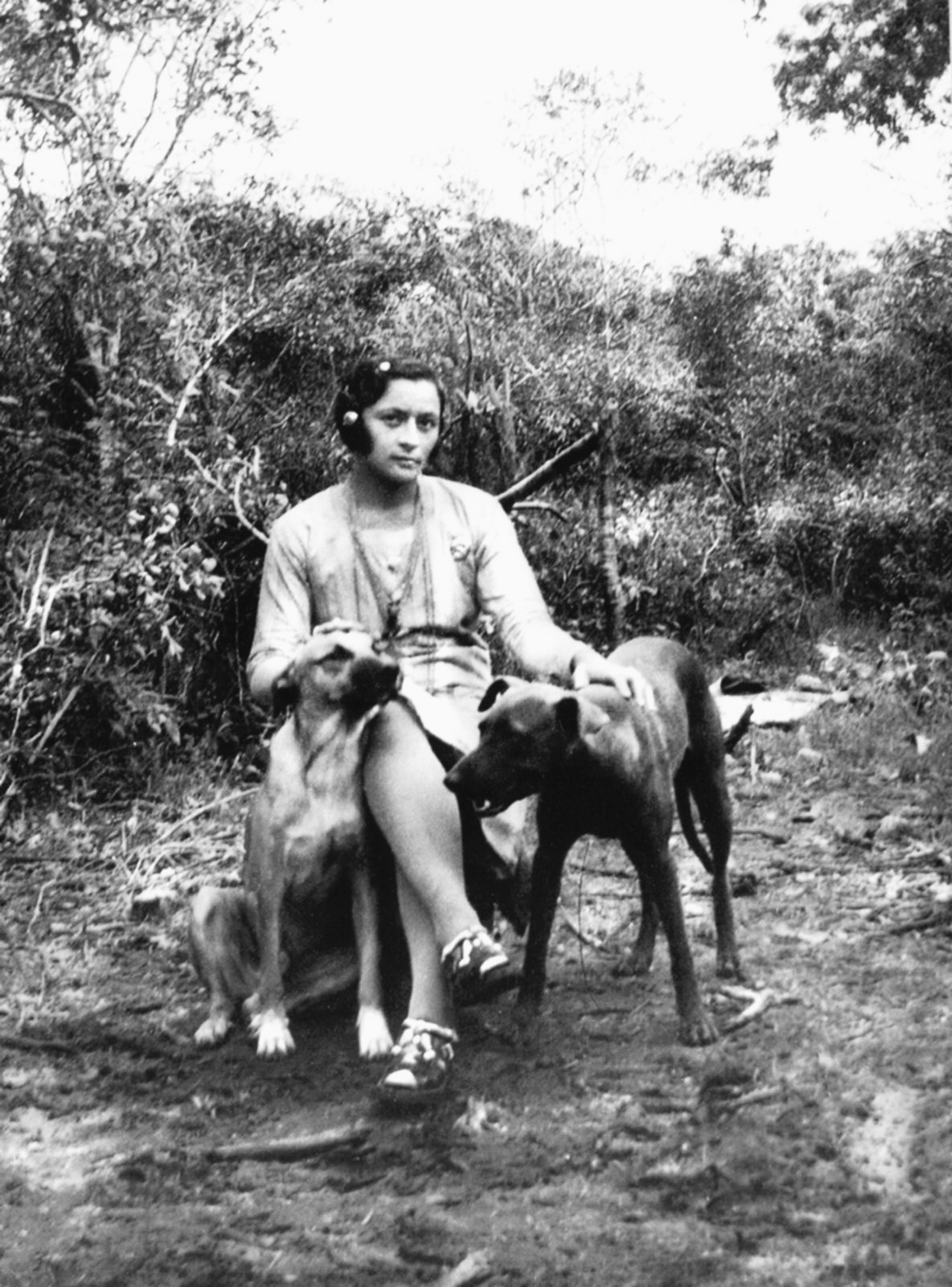
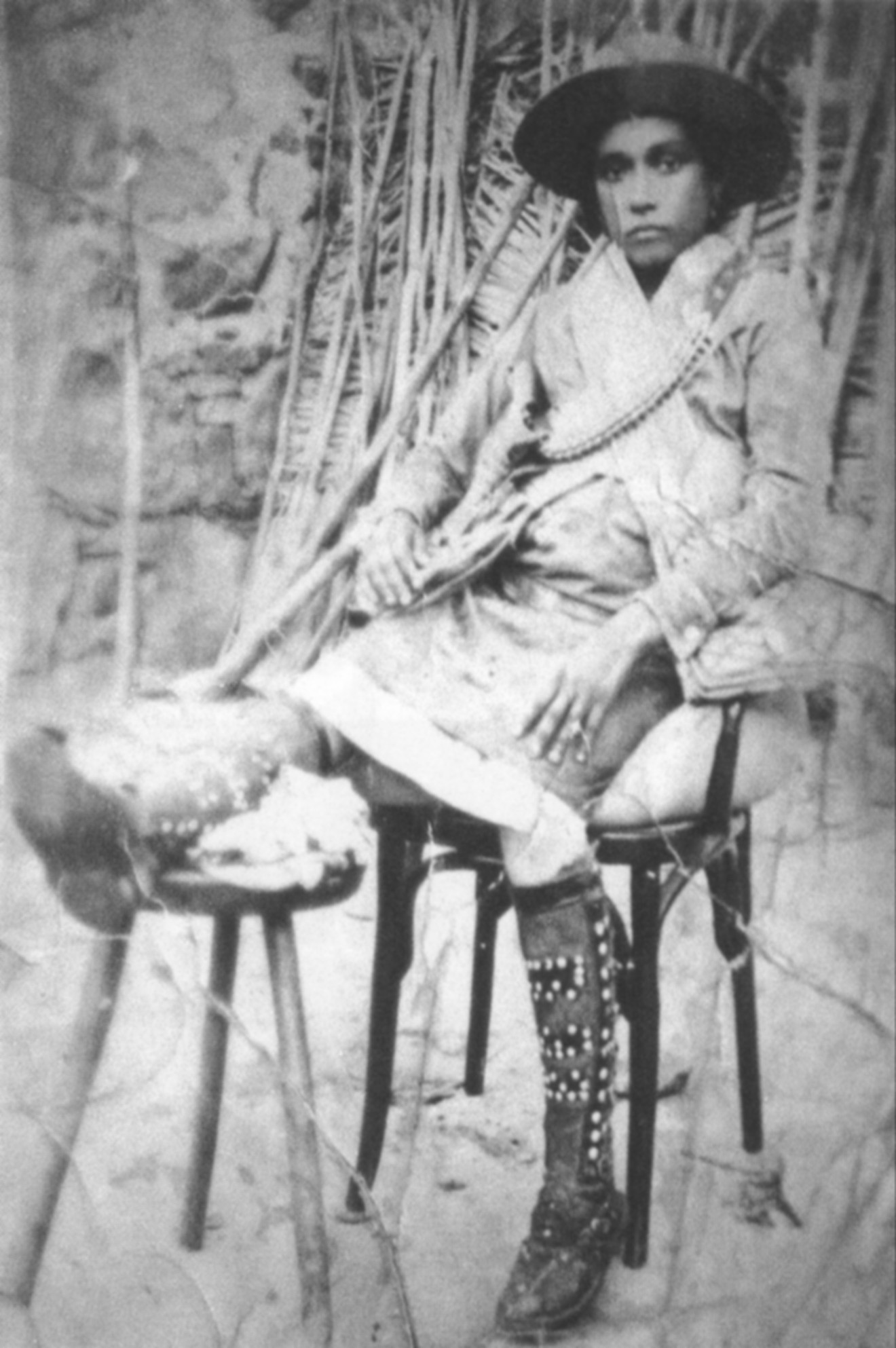
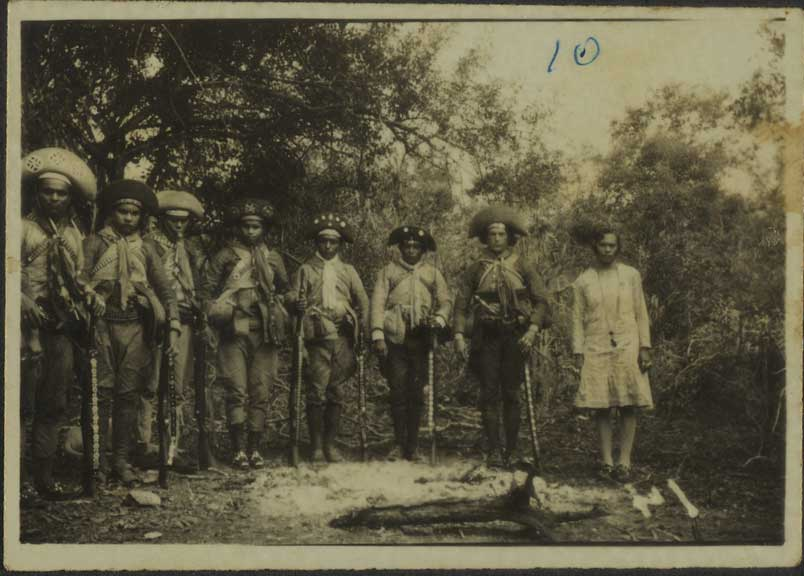